# Островский, Юрий Петрович
Ю́рий Петро́вич Остро́вский (род. 6 января 1952, Борисов) — белорусский кардиохирург, доктор медицинских наук, профессор. Академик Белорусской Академии медицинских наук и НАН Беларуси. Лауреат Государственной премии Беларуси в области науки техники. Заслуженный врач Республики Беларусь (2009).

## Биография
Родился в семье врачей: отец, Пётр Островский, — заметный белорусский гинеколог, мать, Галина Островская, — инфекционист, всю жизнь проработала в Борисовской инфекционной больнице; её отец и дед Островского, Василий Самцевич (1889—1973), был видным краеведом.
Первым в Беларуси провёл операцию на открытом сердце (первым операцию на открытом сердце в Беларуси сделал доктор Либов, а затем профессор Шотт) и затем сделал их около четырёх тысяч. Долгое время был заместителем директора по хирургии Белорусского научно-исследовательского института кардиологии, позднее преобразованного в Республиканский научно-практический центр «Кардиология». В феврале 2008 г. возглавил новоучреждённую кафедру кардиохирургии Белорусской медицинской академии последипломного образования. Первым в Беларуси выполнил трансплантацию сердца.

## Труды
Автор шести книг, в том числе монографии «Хирургия сердца» (М.: Медицинская литература, 2007).